# 王荷波

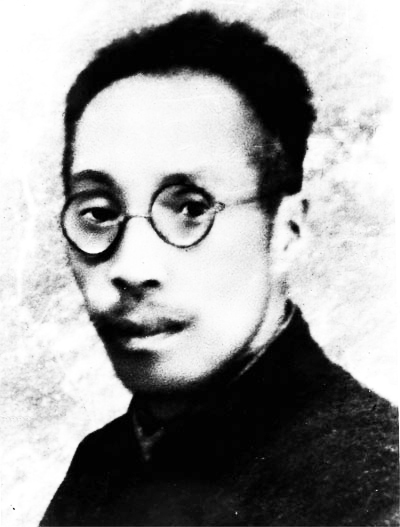
王荷波

王荷波（1882年5月—1927年11月11日），原名灼华，化名满玉纲、彼得洛夫、汪一喜，福建福州人，原籍山西太原。中国共产党的早期领导人之一。

## 生平
王荷波早年当过水手、工匠，1922年加入中国共产党。1923年，当选中央执行委员、中共中央局委员，并任中共上海区执行委员会委员长。1925年，分别当选中央候补执行委员、中华全国铁路总工会委员长、中华全国总工会执行委员。1927年，又分别当选中央监察委员会委员、临时中央政治局委、中共中央北方局书记。1927年10月，被张作霖当局逮捕。1927年11月11日，在北京安定门外被处决。
1949年12月，“王荷波同志等十八烈士移葬委员会”成立，移葬于八宝山革命公墓。